# 紫椿
紫椿（学名：Toona microcarpa）为楝科香椿属下的一个种。

## 扩展阅读
- 維基物種上的相關：紫椿